# Neuronics
Neuronics è un videogioco rompicapo sviluppato dalla tedesca Thalion Software e pubblicato nel 1992 per Amiga e Commodore 64 dalla Art Edition, un'etichetta a basso costo della United Software, ex Ariolasoft.
Si basa sullo scambio di tessere adiacenti per formare coppie di simboli uguali. L'idea è simile a quella di Swap uscito l'anno precedente, ma con estetica più elaborata.

## Modalità di gioco
Il gioco si svolge su un'area quadrata a schermo fisso, inizialmente occupata da un numero variabile di tessere disposte a griglia, fino a un massimo di 8x8. Ogni tessera ha un simbolo e un colore. Il giocatore può scambiare di posto due tessere alla volta, purché siano adiacenti in orizzontale o in verticale. Le mosse si effettuano con un puntatore, cliccando sullo stretto spazio tra le due tessere da scambiare. Quando, grazie alle mosse, due tessere con lo stesso simbolo diventano affiancate in orizzontale o in verticale, vengono eliminate. Lo scopo del gioco è svuotare l'intera area, dopodiché si passa a un nuovo livello.
Il colore delle tessere ha rilevanza soltanto per il punteggio. Possono essere rosse o blu, ciascuno di due possibili tonalità, più chiaro o più scuro. Quando si eliminano due tessere con lo stesso simbolo, si fanno più punti se sono anche dello stesso colore, o un po' meno se sono di due tonalità dello stesso colore. In caso di più di due eliminazioni contemporanee, il punteggio di ciascuna tessera è quello corrispondente all'accoppiata migliore.
Andando avanti nei livelli possono comparire caselle fisse contenenti calamite, che impediscono di spostare le tessere a loro adiacenti in orizzontale e verticale; per eliminare le tessere immobilizzate, il giocatore dovrà avvicinargli altre tessere dai dintorni. Compaiono inoltre le tessere jolly, senza colore, che quando vengono scambiate si eliminano direttamente insieme all'altra tessera.
Ogni livello ha un limite di tempo, oppure il giocatore può arrendersi prima. Infatti ci si può trovare in situazioni in cui è impossibile eliminare tutte le tessere, ad esempio se ne rimane solo una con un certo simbolo o se le tessere con lo stesso simbolo restano in gruppi separati da spazi vuoti, perciò non più avvicinabili con gli scambi. In caso di fallimento il giocatore perde una delle quattro vite e può ritentare il livello da capo. Accumulando punteggio si possono vincere altre vite.
Ci sono in tutto circa 100 livelli. Un sistema di password permette di iniziare direttamente da livelli più avanzati.
Si può iniziare la partita a quattro livelli di difficoltà generale. Alle difficoltà 1 e 3 il tempo per livello è maggiore e i jolly eliminati danno 1 minuto di tempo bonus. Alle difficoltà 3 e 4 i livelli si affrontano in sequenza casuale e non vengono date password. Anche i punteggi delle tessere aumentano con la difficoltà, e c'è una tabella dei record unica per tutte le difficoltà, salvabile su disco.

## Accoglienza
La distribuzione internazionale di Neuronics fu probabilmente limitata e sono note recensioni della critica contemporanea solo sulla stampa tedesca e dell'Europa orientale. Il gioco in tutti questi casi fu molto apprezzato come rompicapo e come grafica, sia nella versione Commodore 64 sia in quella Amiga.